# Helgakviða Hundingsbana II

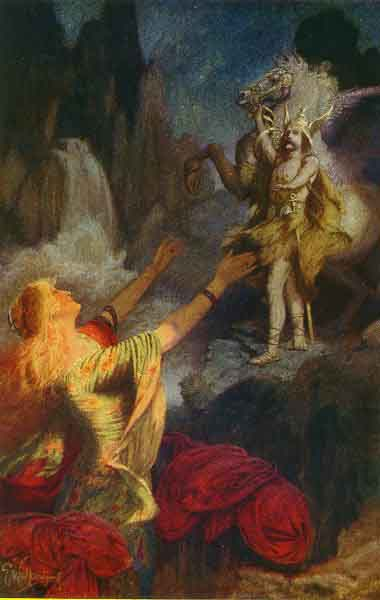
Helgi retorna a Valhala

Völsungakviða in forna, Helgakviða Hundingsbana II ou o Segundo Canto de Helgi Hundingsbane é um poema em nórdico antigo encontrado no Edda poética. Ele constitui um dos cantos de Helgi juntamente com o Helgakviða Hundingsbana I e o Helgakviða Hjörvarðssonar.